# 1995년 괴산 열차 전복 사고
괴산 열차전복 사고(槐山列車顚覆事故)는 1995년 8월 25일 오전 5시 39분경 충청북도 괴산군 증평읍 청안천철교에서 부산역을 출발하여, 청량리역으로 가던 제308호 무궁화호가 추락, 탈선한 사고로서 한 명의 사망자와 190여 명의 부상자를 이야기하고 전체 편성이 탈선 및 전복된 사고이다.

## 개요
사고 열차는 부산발 청량리행 무궁화호 열차로서, 본래 중앙선을 경유하는 열차였으나 당시 구둔 ~ 매곡간 산사태로 중앙선이 불통되자 제천역에서 충북선으로 진입하여 우회하던 중이었다. 열차가 도안역과 증평역 사이의 해당 철교를 지나던 중 갑자기 철교의 교각 4개 중 2개가 무너지면서 열차가 전복되었다. 이 사고로 열차에 타고 있던 승객들이 한쪽으로 쏠리면서 홍익회 소속 차내 판매사원이 깔려 숨졌고, 승객 190여명이 중경상을 입었다.

## 사고 원인
이번 사고의 직접적인 원인으로는 이 기간 동안 계속된 폭우 등의 천재지변으로 철교를 받치고 있는 교각의 노반도 약해지면서 일어났다. 일부 교각이 유실 또는 약화된 상태에서 철교 위를 지나가던 열차의 하중을 이기지 못하면서 붕괴되었다.

## 같이 보기
- 1980년 괴산 열차 전복 사고